# Nolan Baumgartner
Nolan Baumgartner (Kanada, Alberta, Calgary, 1976. március 23. –) profi jégkorongozó.

## Karrier
Az 1994-es NHL-drafton választotta ki a Washington Capitals az első kör tizedik helyén. A karrierje nehezen indult egy súlyos vállsérülés miatt. Ezután az alsóbb ligákban játszott majd a Vancouver Canuckshoz került. A 2004-05-ös NHL lockoutot az AHL-ben szereplő Manitoba Moose-ban töltötte. 2006. július 1-jén a Philadelphia Flyersszel kétéves szerződét kötött de 2006. október 17-én már a farmcsapatban a Philadelphia Phantomsban találta magát. 2007. február 24-én a Dallas Starshoz került. Ám itt is gyorsan lekerült a farmcsapatba az Iowa Starsba majd a visszakerült a Manitoba Moose-hoz.

## Díjai, elismerései
- Ed Chynoweth-kupa: 1994, 1995
- Memorial-kupa: 1994, 1995
- Memorial-kupa Tournement All-Star Csapat tagja: 1994, 1995
- WHL Playoff MVP: 1995
- Bill Hunter-emlékkupa: 1995, 1996
- WHL Nyugat Első All-Star Csapat tagja: 1995, 1996
- Kanadai Major Junior Első All-Star Csapat tagja: 1995
- CHL Az év védője díj: 1995
- AHL All-Star Gála: 2005, 2007, 2010 (csapatkapitány)
- Junior jégkorong-világbajnokság aranyérem: 1995, 1996
- WJC-A All-Star Csapat tagja: 1996

## Karrier statisztika

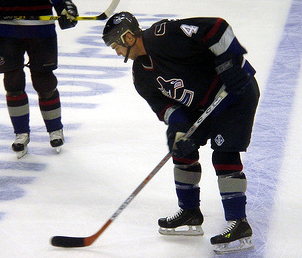
Nolan Baumgartner

| 1992–1993       | Kamloops Blazers      | WHL             | 43  | 0  | 5   | 5   | 30  | 11 | 1 | 1  | 2  | 0  |
| 1993–1994       | Kamloops Blazers      | WHL             | 69  | 13 | 42  | 55  | 109 | 19 | 3 | 14 | 17 | 16 |
| 1994–1995       | Kamloops Blazers      | WHL             | 62  | 8  | 36  | 44  | 71  | 21 | 4 | 13 | 17 | 16 |
| 1995–1996       | Kamloops Blazers      | WHL             | 28  | 13 | 15  | 28  | 45  | 16 | 1 | 9  | 10 | 26 |
| 1995–1996       | Washington Capitals   | NHL             | 1   | 0  | 0   | 0   | 0   | 1  | 0 | 0  | 0  | 10 |
| 1996–1997       | Portland Pirates      | AHL             | 8   | 2  | 2   | 4   | 4   | —  | — | —  | —  | —  |
| 1997–1998       | Portland Pirates      | AHL             | 70  | 2  | 24  | 26  | 70  | 10 | 1 | 4  | 5  | 10 |
| 1997–1998       | Washington Capitals   | NHL             | 4   | 0  | 1   | 1   | 0   | —  | — | —  | —  | —  |
| 1998–1999       | Portland Pirates      | AHL             | 38  | 5  | 14  | 19  | 62  | —  | — | —  | —  | —  |
| 1998–1999       | Washington Capitals   | NHL             | 5   | 0  | 0   | 0   | 0   | —  | — | —  | —  | —  |
| 1999–2000       | Portland Pirates      | AHL             | 71  | 5  | 18  | 23  | 56  | 4  | 1 | 2  | 3  | 10 |
| 1999–2000       | Washington Capitals   | NHL             | 8   | 0  | 1   | 1   | 2   | —  | — | —  | —  | —  |
| 2000–2001       | Norfolk Admirals      | AHL             | 63  | 5  | 28  | 33  | 75  | 9  | 2 | 3  | 5  | 11 |
| 2000–2001       | Chicago Blackhawks    | NHL             | 8   | 0  | 0   | 0   | 6   | —  | — | —  | —  | —  |
| 2001–2002       | Norfolk Admirals      | AHL             | 76  | 10 | 24  | 34  | 72  | 4  | 0 | 1  | 1  | 2  |
| 2002–2003       | Vancouver Canucks     | NHL             | 8   | 1  | 2   | 3   | 4   | 2  | 0 | 0  | 0  | 0  |
| 2002–2003       | Manitoba Moose        | AHL             | 59  | 8  | 31  | 39  | 82  | 1  | 0 | 0  | 0  | 4  |
| 2003–2004       | Pittsburgh Penguins   | NHL             | 5   | 0  | 0   | 0   | 2   | —  | — | —  | —  | —  |
| 2003–2004       | Vancouver Canucks     | NHL             | 9   | 0  | 3   | 3   | 2   | —  | — | —  | —  | —  |
| 2003–2004       | Manitoba Moose        | AHL             | 55  | 6  | 21  | 27  | 101 | —  | — | —  | —  | —  |
| 2004–2005       | Manitoba Moose        | AHL             | 78  | 9  | 30  | 39  | 51  | 14 | 0 | 4  | 4  | 10 |
| 2005–2006       | Vancouver Canucks     | NHL             | 70  | 5  | 29  | 34  | 30  | —  | — | —  | —  | —  |
| 2006–2007       | Philadelphia Flyers   | NHL             | 6   | 0  | 1   | 1   | 21  | —  | — | —  | —  | —  |
| 2006–2007       | Philadelphia Phantoms | AHL             | 51  | 6  | 20  | 26  | 46  | —  | — | —  | —  | —  |
| 2006–2007       | Dallas Stars          | NHL             | 7   | 0  | 2   | 2   | 0   | —  | — | —  | —  | —  |
| 2007–2008       | Iowa Stars            | AHL             | 56  | 5  | 13  | 18  | 47  | —  | — | —  | —  | —  |
| 2007–2008       | Manitoba Moose        | AHL             | 18  | 0  | 6   | 6   | 10  | 3  | 0 | 1  | 1  | 4  |
| 2008–2009       | Manitoba Moose        | AHL             | 72  | 11 | 22  | 33  | 50  | 22 | 0 | 5  | 5  | 22 |
| 2009–2010       | Manitoba Moose        | AHL             | 37  | 3  | 9   | 12  | 22  | —  | — | —  | —  | —  |
| 2009–2010       | Vancouver Canucks     | NHL             | 12  | 1  | 1   | 2   | 2   | 1  | 0 | 0  | 0  | 0  |
| 2010–2011       | Manitoba Moose        | AHL             | 66  | 4  | 25  | 29  | 36  | 14 | 0 | 3  | 3  | 10 |
| 2011–2012       | Chicago Wolves        | AHL             | 60  | 2  | 20  | 22  | 31  | 5  | 0 | 2  | 2  | 2  |
| NHL összesített | NHL összesített       | NHL összesített | 143 | 7  | 40  | 47  | 69  | 4  | 0 | 0  | 0  | 10 |
| AHL összesített | AHL összesített       | AHL összesített | 887 | 83 | 307 | 390 | 815 | 86 | 4 | 25 | 29 | 75 |